# Les Cométaires
Les Cométaires (titre original : The Cometeers) est un roman de science-fiction de l'auteur américain Jack Williamson paru initialement en 1936 dans le magazine Astounding sous forme de série.
Suite directe de La Légion de l'espace, il est le deuxième roman de la série La Légion de l'espace.

## Résumé
Bob Star, fils du célèbre John Star et d'Aladoree Anthar est un jeune légionnaire de l'espace fraîchement formé.
Se languissant dans le palais de ses parents en attendant le pesant héritage d'AKKA, arme ultime de l'humanité détenue par sa mère, il rêve d'aventures et de combats.
Il aura rapidement l'occasion de faire ses preuves, car une énorme comète de douze millions de kilomètres de long approche du Système Solaire en attirant toutes les planètes sur son passage.
Résolu à sauver l'humanité, il se rend au cœur de la comète, aidé de fidèles compagnons, afin d'affronter les étranges créatures qui l'habitent.